# 新川洋司
新川洋司（日语：／ Shinkawa Yoji，1971年12月25日—）是一位日本插画家。他最为人熟知的身份是《潛龍諜影》系列游戏的首席角色与机械设计师。他长期与小岛秀夫合作，共同制作了多款游戏。

## 生平
新川洋司于1971年12月25日出生于日本广岛县广岛市。从童年时期起，新川洋司就在多方面展现出创造性思维，这一点在他小学时便可见一斑——他的绘画常获赞誉。他同样为他人的艺术所吸引，因此成为动漫的忠实粉丝，尤其是《高达》和《五星物语》这类以巨型机器人为特色、在艺术层面给予他灵感的作品。阅读也是他课余生活的一部分，其中漫画占据重要地位。新川洋司在一次采访中透露，他是《明日之丈》和《加油！元气君》等“经典”漫画的粉丝。
高中毕业后，新川洋司利用暑假参加东京的艺术课程以提升才华，当时的高中老师给予了他大力支持——老师一眼便看出他的天赋，并为他未来的教育道路做了铺垫。这促使年轻的新川进入一所艺术院校就读。他在接受IGN采访时提到，在校期间大量接触油画创作，这帮助他精进了绘画技法，而漫画风格则是他自学形成的。在此期间产生的设计草图，对他后来的项目具有重要意义。
从京都精华大学毕业后，新川洋司于1994年进入科乐美工作。他最初担任的是PC-98版《宇宙骑警》（Policenauts）的调试员。之后，他晋升为该游戏后续主机移植版的美术总监，并担任了《合金装备》系列的首席角色与机械设计师。他担任了所有《合金装备》系列游戏的美术总监，同时为《潛龍諜影 掌上行動》和《潛龍諜影崛起 再復仇》提供了角色设计。2015年，他随小岛秀夫离开科乐美加入小岛工作室，是小岛工作室的首席艺术家兼角色设计总监。除了《死亡搁浅》的角色设计外，新川还与史克威尔艾尼克斯合作开发了游戏《余生》。

## 风格和受影响
新川洋司的艺术风格深受多位动画和漫画艺术家的影响，包括日本的漫画家安彦良和、插画家天野喜孝以及机甲设计师小林诚，以及西方的弗兰克·米勒、奥伯利·比亚兹莱和威利·波加尼。他还从法国艺术家如莫比乌斯的作品中汲取灵感。  
新川洋司表示他在12或13岁时，首次在一家书店的进口区发现了“西方”漫画。这次邂逅是他创作风格形成过程中的重要事件。他对这些漫画的绘画方式印象深刻，觉得其笔触极为细腻，尽管当时无法理解内容，却能大致跟上情节。在一次采访中，他回忆起首次仔细翻阅西方漫画时感叹：“哇！绘画居然还能这样表达！”。  
创作工具方面，新川洋司主要使用针管笔/马克笔（felt-tip pens），尤其是派通毛笔（Pentel Brush Pen）。他在设计中几乎只使用派通（Pentel）毛笔。在一次采访中，他提到会用两种不同的毛笔：一支笔尖略有磨损，另一支保持完好以勾勒特别优美的线条。据他所说，也曾多次尝试不同的普通毛笔，但总觉得要么太细，要么太软。新川洋司在另一次采访中解释了自己为何选择毛笔创作。他称最初尝试使用漫画绘画书籍中常推荐的G笔尖，但对这种工具的绘制效果并不满意。直到某天他看到安彦良和的《亚利安》，被其画作中笔触形成的独特线条风格所吸引，于是决定改用毛笔并模仿这种技法。除毛笔外，他还喜欢用稀墨进行阴影处理。他在采访中表示更偏爱黑白绘画，这样就无需考虑色彩搭配。修正液和修正笔也是他的常用工具。他的部分作品带有类似日本纸张的粗糙纹理，比普通纸张更粗粝。这种纹理的制作方法是：先用稀黑墨涂刷普通复印纸，复印后再扫描，以便对纹理进行数字化处理——这是他常用的技法。  
在数字创作方面，新川洋司偏爱Adobe Photoshop和Corel Painter等数字软件进行创作。他用Painter完成所有需要数字化的绘图工作，而Photoshop则用于为设计稿上色。但他在采访中同时提到，自己更倾向于在纸上绘画，因为数字工具无法完美模拟真实笔尖的所有细节和随机性。不过，数字化上色对他而言更高效，因为可以随时修改，或尝试不同配色风格，而无需重绘整个设计。他多次提到自己使用Mac电脑进行工作。他的原始设计稿通常不直接扫描，而是先通过复印机制作黑白副本，再对副本进行扫描，这样能让画面显得更粗犷。他表示在工作中另一个重要工具是“观者的想象力”——他的许多作品初看时会显得有些“未完成”，因为部分区域被刻意留白而不画满。但这种处理反而能激发观者用想象填补缺失的部分，是一种极具表现力的设计手法。  
个人音乐喜好上，他是重金属音乐的乐迷，喜爱的乐队与艺术家包括麦加帝斯、愤怒乐团、終極殺戮樂團和英格威·玛姆斯汀。  

## 作品

### 电子游戏
| 年份 | 作品名                       | 职责                         |
| ---- | ---------------------------- | ---------------------------- |
| 1994 | 警察故事                     | 机械设计                     |
| 1998 | 潛龍諜影                     | 艺术总监、角色设计、机械设计 |
| 2000 | 合金装备 幽灵通天塔          | 插画                         |
| 2001 | 终极地带                     | 机械设计                     |
| 2001 | 潛龍諜影2 自由之子           | 艺术总监、角色设计、机械设计 |
| 2003 | 终极地带2                    | 艺术总监、机械设计           |
| 2004 | 風雲 新撰組                  | 插画                         |
| 2004 | 潛龍諜影3 食蛇者             | 艺术总监、角色设计、机械设计 |
| 2005 | 風雲 幕末傳                  | 插画                         |
| 2006 | 潛龍諜影 掌上行動            | 角色设计                     |
| 2008 | 潛龍諜影4 愛國者之槍         | 艺术总监、角色设计、机械设计 |
| 2010 | 潛龍諜影 和平先驅            | 艺术总监、角色设计、机械设计 |
| 2011 | 武装神姬 BATTLE MASTERS Mk.2 | BOSS设计                     |
| 2013 | 潛龍諜影崛起 再復仇          | 艺术总监、角色概念设计       |
| 2014 | 潛龍諜影V 原爆點             | 艺术总监、角色设计、机械设计 |
| 2015 | 潛龍諜影V 幻痛               | 艺术总监、角色设计、机械设计 |
| 2017 | 使命召唤：黑色行动III        | 插画                         |
| 2019 | 余生                         | 角色设计                     |
| 2019 | 死亡擱淺                     | 艺术总监、角色设计、机械设计 |
| 2025 | 死亡擱淺2：冥灘之上          | 艺术总监、角色设计、机械设计 |

### 其他作品

#### 小说
- 城市大力士（アーバン・ヘラクレス）——插图
- 合金装备（メタルギア）——封面插图
- 合金装备：和平行者（メタルギア ソリッド　ピースウォーカー）——封面和内页插图[26][27]
- 合金装备 I：暗影摩西（メタルギア ソリッド サブスタンスI シャドー・モセス）——封面插图[28]
- 合金装备 II：曼哈顿（メタルギア ソリッド サブスタンスII マンハッタン）——封面插图[29]
- 合金装备：幻痛（メタルギア ソリッド ファントムペイン）——封面插图[29]
- 極大射程（英语：Point of Impact (Stephen Hunter novel)）（扶桑社版封面插图）[30]

#### 电影
- 哥吉拉 最後戰役（新·轟天号、地球防衛軍等设计）[3][1]
- 环太平洋（海报设计，日本发行）[31]

#### 玩具
- 機甲少女 Frame Arms Girl（白虎的机甲/角色设计）[32]
- Project M（特佳麗多美旗下机甲/角色设计）[33]

#### 集换式卡牌
- 万智牌-神河：霓虹王朝（梅泽悟这一角色的设计）[34][35]

#### 画集
- 神奇女侠- 神奇女侠日本版选集封面[36][37]